# Whisky (pel·lícula)
Whisky és una pel·lícula dirigida i escrita per Juan Pablo Rebella i Pablo Stoll el 2004. És de coproducció alemanya, argentina, espanyola i uruguaiana. Aquesta tragicomèdia presenta l'escàs diàleg entre tres personatges principals amb poca emoció. Es va estrenar durant el Festival de Cinema de Canes de 2004, on va obtenir el Prix du Regard Original.

## Argument
La pel·lícula tracta de dos germans jueus, tots dos propietaris d'una fàbrica a Montevideo. Un d'ells es diu Hermán, un industrial que viu a Porto Alegre, al Brasil. L'altre es diu Jacobo, el qual porta una vida avorrida i rutinària a Montevideo i en la fàbrica antiga del qual treballa la Marta. La visita que l'Hermán decideix fer al seu germà provoca que en Jacobo demani a la seva empleada que durant uns dies faci el paper de la seva dona. Els tres viatjaran a Piriápolis, on la Marta, l'Hermán i en Jacobo estableixen vincles importants; i durant un breu temps la Marta i en Jacobo abandonaran la seva vida rutinària de Montevideo.

## Repartiment
- Andrés Pazos: Jacobo Koller.
- Mirella Pascual: Marta Acuña.
- Jorge Bolani: Herman Koller.
- Ana Katz: Graciela, l'esposa jove.
- Daniel Hendler: Martín, el marit jove.
- Verónica Perrotta: empleada de Jacobo 1.
- Mariana Velázques: empleada de Jacobo 2.
- Dumas Lerena: Isaac, client de Jacobo.
- Damián Barrera: Andrés, el recepcionista.
- Alfonso Tort: Juan Carlos, el noi de la campana.
- Francisca Barreira: cantant jove.

## Premis i nominacions[calcitació]

### Premis
- 2004: Festival de Cinema de Canes: premi FIPRESCI
- 2005: Goya a la millor pel·lícula estrangera de parla hispana